# Astragalus holargyreus
Astragalus holargyreus är en ärtväxtart som beskrevs av Aleksandr Andrejevitj Bunge. Astragalus holargyreus ingår i släktet vedlar, och familjen ärtväxter. Inga underarter finns listade i Catalogue of Life.